# Jak Barta osvítil Bůh
Jak Barta osvítil Bůh (v anglickém originále Faith Off) je 11. díl 11. řady (celkem 237.) amerického animovaného seriálu Simpsonovi. Scénář napsal Frank Mula a díl režírovala Nancy Kruseová. V USA měl premiéru dne 16. ledna 2000 na stanici Fox Broadcasting Company a v Česku byl poprvé vysílán 18. prosince 2001 na stanici ČT1.

## Děj
Homer obdrží dopis ze Springfieldské univerzity, který ho zve na nadcházející večírek, ale ukáže se, že jde o podvod, jehož cílem je získat peníze pro školní fotbalový tým. Homer navrhne svým starým kamarádům – šprtům Benjaminovi, Dougovi a Garymu –, aby si z děkana vystřelili tak, že mu při otevření dveří na hlavu spadne kbelík plný lepidla. Homer se však stane obětí stejného žertu, jejž na něj připraví jedno z bratrstev. Nemůže kbelík odstranit, a tak do něj vyřízne otvory pro oči, aby viděl, ale přesto při řízení automobilu nedokáže jet rovně. Nedopatřením vezme rodinu na náboženskou obnovu, kde se Bartovi podaří kbelík z Homerovy hlavy odstranit. Přestože se Líza snaží tuto událost rozumně vysvětlit, vedoucí revivalu ji považuje za znamení, že Bart má dar uzdravování vírou. Bart zorganizuje vlastní církev, která hned první den svého fungování zastíní církev reverenda Lovejoye, a „léčí“ občany z jejich neduhů všedními prostředky, jako je úder do křečovitého svalu na zádech profesora Frinka, aby se uvolnil. Milhouse, jenž je údajně vyléčen ze své krátkozrakosti a už nenosí brýle, je sražen a vážně zraněn autem, které si splete se psem. Otřesený Bart ukončí svou kariéru léčitele vírou. 
Mezitím se Homer rozhodne postavit alegorický vůz na plesový fotbalový zápas. Během zápasu se opije a zapomene na vůz, dokud průvod o poločase téměř neskončí. Spěchá dolů z tribuny a vjede se svým alegorickým vozem na hřiště, aniž by si uvědomil, že hráči už jsou na místě a začíná druhý poločas. Homer přejede Antona Lubčenka, hvězdného hráče, a ošklivě mu zlomí nohu. Tlustý Tony, jenž uzavřel smlouvu na výhru jeho týmu, vyhrožuje Homerovi, že ho zabije, pokud tým prohraje. Na Homerovu prosbu Bart neochotně souhlasí, že se pokusí Lubčenkovu nohu vyléčit, a modlí se při tom k Bohu o pomoc. Lubčenko se vrátí na hřiště a kopne vítězný gól, ale dolní polovina zraněné nohy se mu při tom ulomí. Doktor Dlaha se nabídne, že mu ji s Bartovou pomocí přišije. Když Bart rozzlobeně protestuje, že nemá léčitelské schopnosti, Dlaha pouze poznamenává, že si může celý honorář nechat pro sebe.

## Produkce a témata
Epizodu napsal Frank Mula a režírovala ji Nancy Kruseová. V dílu hostují Don Cheadle jako Brother Faith a Joe Mantegna jako Tlustý Tony. Hlavním tématem epizody je křesťanská praxe léčení vírou. Ve své knize z roku 2008 The Springfield Reformation: The Simpsons, Christianity, and American Culture Jamey Heit napsal, že „Simpsonovi v dílu Jak Barta osvítil Bůh opakují živost, která definuje černošské křesťanství. Léčitel víry, Brother Faith, inspiruje Barta, aby pěstoval svou spiritualitu. Bart na výzvu reaguje a alespoň po zbytek epizody přijímá duchovní živost.“

## Vydání a přijetí
Díl byl původně odvysílán na stanici Fox ve Spojených státech 16. ledna 2000. Dne 4. září 2000 byla epizoda zařazena na kompilaci VHS The Simpsons: On Your Marks, Get Set, D'oh! Dne 7. října 2008 vyšla na DVD jako součást boxu The Simpsons – The Complete Eleventh Season. Členové štábu Mike Scully, George Meyer, Matt Selman a Nancy Kruseová se podíleli na audiokomentáři k této epizodě na DVD. Na box setu se objevily také vymazané scény z dílu. Píseň s názvem „Testify“, kterou v něm Bart zpívá, vyšla na soundtrackovém albu The Simpsons: Testify.
Přijetí kritikou bylo vesměs pozitivní. Při recenzování 11. série Simpsonových se Colin Jacobson z DVD Movie Guide k tomuto dílu poznamenal: „Něco na tom, že ho (Homera) vidím s těmi malými očními otvory, mě baví. Jinak tu není nic moc silného. Zápletka s léčením je slušná a Don Cheadle nám předvádí dobrý hostující výkon. Pořad je fajn, ale nic víc.“
Nancy Basileová z About.com naopak díl uvedla jako jednu z epizod, které podle ní v 11. řadě „zazářily“. Alison Kerrová z The Herald označila epizodu za „brilantní“.
Kritik serveru Den of Geek Mark Oakley ve své recenzi 11. řady seriálu napsal, že „lze najít několik skvělých epizod“, například tento díl, jejž označil za „vrchol“. Dodal, že „píseň ‚Testify‘ se vrací ke genialitě skvělých hudebních čísel seriálu, jako byl ‚The Stonecutters Song‘.“ V roce 2003 označil Gregory Hardy z Orlando Sentinel díl za pátou nejlepší epizodu seriálu se sportovní tematikou.
Jerry Greene, další publicista Orlando Sentinel, zařadil díl na sedmé místo svého seznamu 10 nejlepších epizod se sportovní tematikou z roku 2004. Obzvlášť se mu líbil nápis na bráně Springfieldské univerzity, který říká: „Pokud dokážeš přečíst tohle, jsi přijat“.